# Jean-Paul Belmondo
Jean-Paul Belmondo (phát âm tiếng Pháp: [ʒɑ̃.pɔl.bɛl.mɔ̃'do]; sinh 09/04/1933 - mất 06/09/2021) là một diễn viên Pháp.

## Danh mục phim chọn lọc
| Năm  | Tên phim                                                           | Vai diễn                         | Đạo diễn                           |
| ---- | ------------------------------------------------------------------ | -------------------------------- | ---------------------------------- |
| 1959 | Charlotte et son Jules ("Charlotte and Her Boyfriend")             | Jean                             | Jean-Luc Godard                    |
| 1959 | À double tour (Web of Passion)                                     | Laszlo Kovacs                    | Claude Chabrol                     |
| 1960 | À bout de souffle ("Breathless")                                   | Michel Poiccard                  | Jean-Luc Godard                    |
| 1960 | Classe tous risques ("The Big Risk")                               | Eric Stark                       | Claude Sautet                      |
| 1960 | Moderato cantabile ("Seven Days... Seven Nights")                  | Chauvin                          | Peter Brook                        |
| 1960 | La Ciociara) ("Two Women")                                         | Michele de Libero                | Vittorio De Sica                   |
| 1961 | Le Mauvais Chemin (La Viaccia)                                     | Amerigo                          | Mauro Bolognini                    |
| 1961 | Léon Morin, prêtre ("Léon Morin, Priest")                          | Léon Morin                       | Jean-Pierre Melville               |
| 1961 | Une femme est une femme ("Une femme est une femme")                | Alfred Lubitsch                  | Jean-Luc Godard                    |
| 1962 | Le Doulos ("The Finger")                                           | Silien                           | Jean-Pierre Melville               |
| 1962 | Cartouche                                                          | Louis Dominique Bourguignon      | Philippe de Broca                  |
| 1962 | Un singe en hiver                                                  | Gabriel Fouquet                  | Henri Verneuil                     |
| 1962 | Un cœur gros comme ça (documentary "The Winner")                   | as himself                       | François Reichenbach               |
| 1963 | Dragées au poivre ("Sweet and Sour")                               | Raymond                          | Jacques Baratier                   |
| 1963 | L'Aîné des Ferchaux ("Magnet of Doom")                             | Michel Maudet                    | Jean-Pierre Melville               |
| 1963 | Il giorno più corto ("The Shortest Day")                           | Erede Siciliano                  | Sergio Corbucci                    |
| 1964 | L'Homme de Rio ("That Man from Rio")                               | Adrien Dufourquet                | Philippe de Broca                  |
| 1964 | Cent mille dollars au soleil ("Greed in the Sun")                  | Rocco                            | Henri Verneuil                     |
| 1964 | Week-end à Zuydcoote ("Weekend at Dunkirk")                        | Julien Maillat                   | Henri Verneuil                     |
| 1965 | Par un beau matin d'été ("Crime on a Summer Morning")              | Francis                          | Jacques Deray                      |
| 1965 | Pierrot le fou                                                     | Pierrot (Ferdinand Griffon)      | Jean-Luc Godard                    |
| 1965 | Les Tribulations d'un Chinois en Chine ("Up to His Ears")          | Arthur Lempereur                 | Philippe de Broca                  |
| 1966 | Paris brûle-t-il? ("Is Paris Burning?")                            | Pierrelot - Yvon Morandat        | René Clément                       |
| 1967 | Casino Royale                                                      | cameo appearance                 | Ken Hughes, John Huston and others |
| 1967 | Le Voleur ("The Thief of Paris")                                   | Georges Randal                   | Louis Malle                        |
| 1969 | Le Cerveau ("The Brain")                                           | Arthur Lespinasse                | Gérard Oury                        |
| 1969 | La Sirène du Mississippi ("Mississippi Mermaid")                   | Louis Mahé                       | François Truffaut                  |
| 1969 | Un homme qui me plaît ("Love Is a Funny Thing")                    | Henri                            | Claude Lelouch                     |
| 1970 | Borsalino                                                          | François Capella                 | Jacques Deray                      |
| 1971 | Les Mariés de l'an II ("The Married Couple of the Year Two")       | Nicolas Philibert                | Jean-Paul Rappeneau                |
| 1971 | Le Casse ("The Burglars")                                          | Azad                             | Henri Verneuil                     |
| 1972 | Docteur Popaul ("Dr. Popaul")                                      | Le docteur Paul Simay            | Claude Chabrol                     |
| 1972 | La Scoumoune ("The excommunicating")                               | Roberto Borgo                    | José Giovanni                      |
| 1973 | Le Magnifique                                                      | François Merlin / Bob Saint-Clar | Philippe de Broca                  |
| 1974 | Stavisky                                                           | Alexandre Stavisky               | Alain Resnais                      |
| 1975 | L'Incorrigible                                                     | Victor Vauthier                  | Philippe de Broca                  |
| 1975 | Peur sur la ville ("Fear over the city")                           | Jean Letellier                   | Henri Verneuil                     |
| 1976 | L'Alpagueur                                                        | Roger Pilard ("L'Alpagueur")     | Philippe Labro                     |
| 1977 | L'Animal ("Animal")                                                | Mike Gaucher / Bruno Ferrari     | Claude Zidi                        |
| 1980 | Le Guignolo                                                        | Alexandre Dupré                  | Georges Lautner                    |
| 1981 | Le Professionnel                                                   | Josselin Beaumont, called "Joss" | Georges Lautner                    |
| 1982 | L'As des as                                                        | Jo Cavalier                      | Gérard Oury                        |
| 1983 | Le Marginal                                                        | Philippe Jordan                  | Jacques Deray                      |
| 1984 | Les Morfalous                                                      | Pierre Augagneur                 | Henri Verneuil                     |
| 1985 | Hold-up                                                            | Grimm                            | Alexandre Arcady                   |
| 1987 | Le Solitaire                                                       | Stan Jalard                      | Jacques Deray                      |
| 1988 | Itinéraire d'un enfant gâté                                        | Sam Lion                         | Claude Lelouch                     |
| 1995 | Les Cent et Une Nuits de Simon Cinéma ("A Hundred and One Nights") | Professeur Bébel                 | Agnès Varda                        |
| 1995 | Les Misérables                                                     | Henri Fortin / Jean Valjean      | Claude Lelouch                     |
| 1996 | Désiré                                                             | Désiré                           | Bernard Murat                      |
| 1998 | Une chance sur deux                                                | Léo Brassac                      | Patrice Leconte                    |
| 1999 | Peut-être                                                          | Ako                              | Cédric Klapisch                    |
| 2009 | Un homme et son chien ("A Man and His Dog")                        | Charles                          | Francis Huster                     |